# لیندسی کورپوریشن
لیندسی کورپوریشن (انگلیسی: Lindsay Corporation) شرکت کشاورزی آمریکایی است، که در سال ۱۹۵۵ تأسیس شد.